# Wd~50
wd~50 was een sterrenrestaurant van chef-kok Wylie Dufresne in New York.

## Geschiedenis
Dufresne kookte eerder in 71 Clinton Fresh Food en was sous-chef bij Jean-Georges Vongerichten. Daarna begon hij in 2003 dit restaurant in Manhattan, waarvan de naam ontleend is aan zijn initialen en het huisnummer van het restaurant. Hij liet zich inspireren door onder andere de moleculaire gastronomie.
In de eerste Michelingids voor New York kreeg Dufresnes restaurant één Michelinster die het tot de sluiting heeft behouden. In The New York Times had het drie sterren. In 2014 sloot het restaurant.